# Lacul Izbiceni
Lacul Izbiceni este o arie de protecție avifaunistică specială ce corespunde categoriei a IV-a IUCN (rezervație naturală de tip avifaunistic) situată în județul Olt, pe teritoriul administrativ al comunelor Cilieni,  Izbiceni și Tia Mare.

## Localizare
Aria naturală cu o suprafață de 1.095 hectare se află în sudul Câmpiei Române (la limita dintre Câmpia Romanaților și Câmpia Burnazului), în partea sud-estică a județului Olt aproape de limita cu județul Teleorman, lângă drumul județean (DJ642) care leagă localitatea Băbiciu de satul Giuvărăști.

## Descriere
Rezervația naturală a fost declarată arie protejată de protecție specială avifaunustică prin Hotărârea de Guvern Nt.2151 din 30 noiembrie 2004 (privind instituirea regimului de arie naturală protejată pentru noi zone) și reprezintă o zonă umedă (lacul de acumulare și împrejmuirile acestuia) în sudul Câmpiei Române (în bazinul Oltului inferior) cu rol de protecție pentru mai multe specii de păsări. O parte a rezervației este inclusă în situl de protecție specială avifanistică - Confluența Olt-Dunăre.

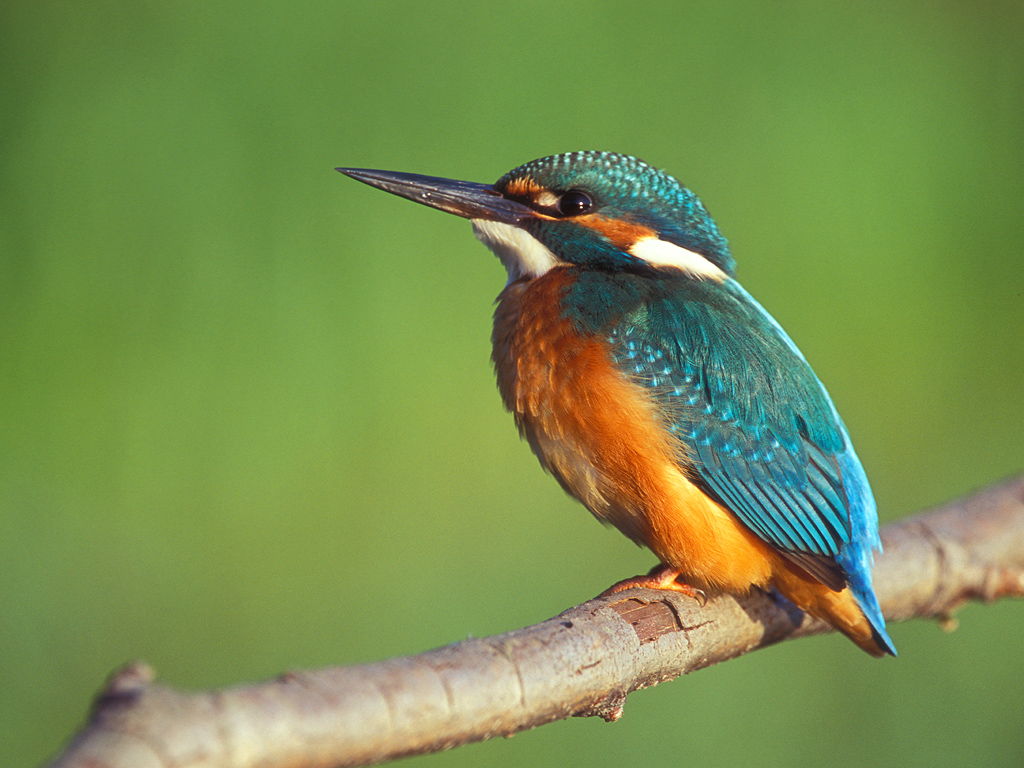
Pescăruş albastru (Alcedo atthis)

Lacul Izbiceni adăpostește și asigură condiții de viață, cuibărire și hrană pentru mai multe specii de păsări migratoare, de pasaj sau sedentare; dintre care unele protejate la nivel european (prin directivele 147/CE din 30 noiembrie 2009  și 79/409/CEE din 2 aprilie 1979 - privind conservarea păsărilor sălbatice) sau aflate pe lista roșie a IUCN.  
Printre speciile semnalate în arealul rezervației se află: pasărea-ogorului (Burhinus oedicnemus), pescăruș albastru (Alcedo atthis), stârc-de-noapte (Nycticorax nycticorax), chirighiță-cu-obraz-alb (Chlidonias hybridus), chirighiță neagră (Chlidonias niger), piciorongul (Himantopus himantopus), lopătar (Plantalea leucordia), stârc cenușiu (Ardea cinerea), fluierar-de-mlaștină (Tringa glareola), lebădă-de-iarnă (Cygnus cygnus), nagâț (Vanellus vanellus) sau cufundar polar (Gavia arctica), chiră mică (Sterna albifrons), chiră-de-baltă (Sterna hirundo), cormoran mic (Phalacrocorax pygmeus) sau dumbrăveancă (Coracias garrulus). 

## Căi de acces
- Drumul național DN54 pe ruta: Turnu Măgurele - Corabia - drumul județean DJ543 spre Izbiceni.